# 아키디아누스 텅충겐시스
아키디아누스 텅충겐시스는 아키디아누스속에 속하는 한 종이다.